# Sønder Lem Vig
Sønder Lem Vig  er en 234 hektar stor sø beliggende i et ca. 1,000 ha. stort vådområde med strandenge, rørskove og lavvandede vige, i den sydvestlige del af Salling, ud til Venø Bugt i Limfjorden. Den var oprindelig en fjordarm, med adgang  til Limfjorden via en ca. 200 m. lang kanal. Ved enden af kanalen opførtes i 1881 en dæmning,  og i 1960 byggedes en sluse og en pumpestation, der regulerer vandstanden i søen. Søen er er en vigtig fuglelokalitet, både som ynglelokalitet og som rasteplads under fugletrækket. Den er en del af Natura 2000-område og habitatområde 32: Sønder Lem Vig og Geddal Strandenge.
Nordvest for Sønder Lem Vig ligger den tidligere hovedgård Hostrup; Søen ligger på grænsen mellem Skive- og Holstebro Kommune. I den sydlige ende af søen har Smalleå sit udløb, i østenden løber Trævel Å ud, og mod nordøst har Bustrup Å sit udløb.

## Eksterne kilder og henvisninger
- Naturplan 32 Sønder Lem Vig og Geddal Strandenge (Webside ikke længere tilgængelig) på /www.vandognatur.dk Arkiveret 12. november 2010 hos  Wayback Machine
- dofbasen.dk

56°33′41″N 8°47′9″Ø / 56.56139°N 8.78583°Ø